# Doom (film)
Doom este un film SF de acțiune de groază din 2005 scris de David Callaham și Wesley Strick și regizat de  Andrzej Bartkowiak. Este bazat vag pe seria omonimă de jocuri video creată de id Software. Filmul prezintă povestea unui grup de intervenție rapidă de marini (Rapid Response Tactical Squad Marines) aflați într-o o misiune de salvare pe planeta Marte după ce comunicațiile cu Olduvai Research Facility s-au întrerupt cu câteva ore mai devreme. În scurt timp marinii intră în luptă cu monștrii modificați genetic care au infectat clădirea.
După ce drepturile de autor oferite către Universal Pictures și Columbia Pictures au expirat, id Software a semnat un contract nou cu Warner Bros. cu mențiunea ca producerea filmului să înceapă în următoarele 12 luni. Warner Bros. a pierdut drepturile de aur, iar Universal Pictures a preluat drepturile și producția filmului a început în 2004.
Într-un interviu cu producătorul executiv  John Wells, acesta a precizat că va fi realizat un al doilea film dacă acesta va fi un succes de  box office. Vânzarea de bilete în weekend-ul de deschidere a totalizat mai mult de 15,3 milioane de dolari SUA, dar imediat a scăzut la 4,2 milioane de dolari în weekend-ul următor.

## Distribuție
- Karl Urban este Sergent John "Reaper" Grimm: Grimm este fiul cercetătorilor de la UAC care au fost uciși în accidentul din timpul excavării sitului arheologic marțian. El a abandonat moștenirea sa științifică și s-a alăturat armatei pentru a uita de acest dezastru personal. Este fratele geamăn (mai mic cu 2 minute) al Dr. Samantha Grimm.
- Dwayne "The Rock" Johnson este Segent Asher "Sarge" Mahonin: Conducătorul plutonului.
- Rosamund Pike este Dr. Samantha Grimm: cercetător pe planeta Marte.
- Deobia Oparei este Sergent Roark "Destroyer" Gannon: specialistul plutonului în arme grele.
- Ben Daniels este Caporal Eric "Goat" Fantom, un om religios.
- Raz Adoti este Sergent Gregory "Duke" Schofield, obsedat de două lucruri: fetele și jocurile.
- Richard Brake este Caporal Dean Portman: Portman este imoral, și își exprimă adesea gândurile sale interioare și dorințele.
- Al Weaver este Soldat Mark "The Kid" Dantalian: Cel mai tânăr membru al echipei, aflat la prima sa misiune.
- Dexter Fletcher este Marcus "Pinky" Pinzerowski : Un tehnician de pe Marte alocat pentru a coordona comunicațiile echipei. Ca urmare a unui accident și-a pierdut partea inferioară a corpului înainte de începutul poveștii filmului
- Brian Steele este Hell Knight (Baron of Hell)/Curtis Stahl.
- Yao Chin este Soldat Katsuhiko Kumanosuke "Mac" Takahashi: Expertul tehnic al echipei, a părăsit universitatea ca să se alăture RRTS.
- Robert Russell este Dr. Todd Carmack: Principalul om de știință al bazei.
- Daniel York este Locotenent Hunegs: Șeful securității pe Marte.
- Ian Hughes este Sanford Crosby, reprezentant relații publice UAC.
- Sara Houghton este Dr. Jenna Willits: soția Dr. Willits.
- Vladislav Dyntera este Dr. Steve Willits: Un alt om de știință.
- Doug Jones este Carmack Imp și Sewer Imp: Dr. Carmack în starea sa de transformare.